# 小倉氏
小倉氏/小椋氏(おぐらし)は、日本の氏族の一つ。近江国の国人。

## 概要
清和源氏満季流の高屋実遠の三男、小倉景実を祖とする。
小倉実澄は応仁の乱で京極氏側として戦い、五山文学の第一人者である横川景三や周易研究で知られる桃源瑞仙といった戦火を逃れた相国寺などからの禅僧を永源寺に迎えた。
蒲生氏と婚姻を通して関係が深く、代々蒲生氏より室を迎え、実澄の孫実光(さねはる、実春とも)が嗣子なく没すると、蒲生定秀の三男・実隆が小倉氏を継いだ。